# Pris
 For alternative betydninger, se Pris (flertydig). (Se også artikler, som begynder med Pris)
En pris angiver den betaling eller kompensation, der gives af en aktør til en anden til gengæld for en vare eller en tjeneste.
I vore dage udtrykkes priser oftest som et pengebeløb i en bestemt møntenhed. En pris kan dog også bestå af en modydelse i form af andre varer eller tjenester, men sådanne byttehandeler er i dag relativt sjældne.
I moderne markedsøkonomier bestemmes priser på diverse goder typisk af markedsmekanismen, dvs. som følge af udbud og efterspørgsel. Under fuldkommen konkurrence er markedsprisen den ligevægtspris, hvor efterspørgslen efter varen ved den pågældende pris netop er lig med det antal, der udbydes af den pågældende vare ved den pågældende pris. Er der ikke fuldkommen konkurrence på markedet, behøver markedsprisen dog ikke at være der, hvor udbud og efterspørgsel er lig med hinanden. 
Alternativt til markedspriser kan priserne være regulerede af en offentlig myndighed eller privat sammenslutning. I en planøkonomi vil priserne typisk være fastsatte administrativt. Også i et land som Danmark og andre vestlige lande, hvor de fleste priser er markedsfastsatte, griber myndighederne i visse tilfælde ind og regulerer priserne. Det kan ske på markeder, hvor et enkelt eller nogle få virksomheder dominerende, for at hindre misbrug af markedsmagt. Et andet eksempel er markedet for lejeboliger, hvor huslejen er reguleret efter offentlige bestemmelser.
En række vigtige priser har særlige navne. Lønnen er således prisen på arbejdskraft, dvs. betalingen for at ansætte en person i et bestemt tidsrum - udtrykt ved eksempelvis en timeløn, en månedsløn eller en årsløn. Renten er prisen på at låne en sum penge i et givet tidsrum. Valutakursen er prisen på en møntenhed, udtrykt i et andet valutaområdes møntenheder. Også prisen på værdipapirer som aktier og obligationer benævnes kurser, således aktiekurser og obligationskurser.

## Inflation og deflation
Ændringer i udbuddet af og/eller efterspørgslen på en vare vil påvirke varens pris. Ofte er der en tendens til, at alle eller i hvert fald de fleste priser på varer og tjenester i et land vil stige eller (sjældnere) falde over tid i et land. Sådanne systematiske prisstigninger kaldes inflation, mens systematisk faldende priser benævnes deflation. Oftest måles såvel inflation som deflation med udgangspunk i et forbrugerprisindeks. I de fleste moderne samfund forsøger myndighederne at opretholde en positiv, men ikke særlig høj inflation.

### Markedspriser, basispriser og faktorpriser
I nationalregnskabet opgøres værdier som f.eks. det samlede private forbrug eller værditilvæksten i et land i en periode ved hjælp af tre forskellige prisbegreber, hvor forskellen ligger i, i hvilket omfang de indirekte skatter (produktionsskatterne) er medregnet. Man kan enten anvende markedspriser, basispriser eller faktorpriser. 
Markedspriser betegner de priser, varerne sælges til i butikkerne. Det er altså de priser, de endelige forbrugere står overfor, inklusive alle afgifter. Et lands værditilvækst opgjort i markedspriser er således det meget anvendte begreb bruttonationalproduktet (BNP).
Basispriser fås ved at trække produktskatter som moms og punktafgifter fra markedspriserne og tillægge produktsubsidier. Dette prisbegreb bruges ved opgørelsen af de enkelte erhvervs produktionsværdi og værditilvækst. Et lands samlede værditilvækst opgjort i basispriser benævnes bruttoværditilvæksten (BVT).
Faktorpriser er lig med basispriserne fratrukket andre produktionsskatter, f.eks. vægtafgifter og ejendomsskatter, samt tillagt andre produktionssubsidier. Et lands samlede værditilvækst opgjort i faktorpriser benævnes bruttofaktorindkomsten (BFI). Den angiver den værditilvækst, der tilfalder produktionsfaktorerne, dvs. kapital og arbejdskraft, som indkomst.